# Carlos Tenesaca
Carlos Tenesaca – ekwadorski judoka.
Startował w Pucharze Świata w 2009. Złoty medalista mistrzostw panamerykańskich w 2005 i srebrny w 2006. Brązowy medalista igrzysk Ameryki Południowej w 2006. Drugi na igrzyskach boliwaryjskich w 2005. Zdobył dwa medale mistrzostw Ameryki Południowej.